# La Chapelle-Neuve, Côtes-d'Armor
La Chapelle-Neuve (tiếng Breton: Ar Chapel-Nevez) là một xã của tỉnh Côtes-d’Armor, thuộc vùng Bretagne, tây bắc Pháp.

## Dân số
Người dân ở La Chapelle-Neuve được gọi là Chapelle-Neuvois.

## Breton language
In 2007, there was 100% of the children attended the bilingual schools in primary education.